# Акимов, Михаил Григорьевич
Михаи́л Григо́рьевич Аки́мов (8 [20] ноября 1847, сельцо Луговое, Петровский уезд, Саратовская губерния — 9 [22] августа 1914, Санкт-Петербург) — государственный деятель Российской империи, министр юстиции (1905—1906), председатель Государственного совета (1907—1914).

## Биография
Родился в сельце Луговое Петровского уезда Саратовской губернии. Происходил из потомственных дворян Сердобского уезда Саратовской губернии. Землевладелец: на 1914 год в Сердобском уезде Саратовской губернии — 5000 наследственных десятин, в селе Бекетовка Пензенского уезда Пензенской губернии — 411 приобретённых десятин (по другим данным, ещё 1119 приобретённых десятин в Корчевском уезде Тверской губернии).
Образование получил в Пензенской гимназии, которую окончил в 1864 году с серебряной медалью. В 1869 году окончил юридический факультет Московского университета со степенью кандидата прав и поступил на службу по министерству юстиции. С 23 февраля 1871 по 8 марта 1872 года Акимов был товарищем прокурора Московского окружного суда.
В марте 1872 года он был назначен товарищем прокурора Владимирского окружного суда. Через три года в чине коллежского асессора его перевели на аналогичную должность в Москву. 31 декабря 1876 года он получил свою первую награду — орден Святого Станислава 3-й степени.
На должности киевского губернского прокурора, на которую он был назначен 31 марта 1879 года, прослужил немногим более года, получив чин надворного советника и орден Святого Владимира 4-й степени. В 1881—1883 годы — товарищ прокурора Киевской судебной палаты.
5 октября 1883 года Акимов стал председателем окружного суда в Одессе. В 1886 году получил чин действительного статского советника и перевёлся в Пензу на аналогичную должность. Однако семейные обстоятельства, и прежде всего болезнь жены, заставили его вновь вернуться в окружной суд в Одессе. 10 июня 1889 года Акимов вступил в должность прокурора Одесской судебной палаты, а 18 декабря 1891 года был назначен прокурором Московской судебной палаты, вместо Н. В. Муравьёва.
С 1894 года — старший председатель Одесской судебной палаты.
В 1899 году, с 3 февраля, назначен сенатором Уголовного кассационного департамента.
Одним из самых громких дел генерал-прокурора Акимова был арест членов Санкт-Петербургского совета рабочих депутатов: Г. С. Хрусталёва-Носаря, Л. Д. Троцкого (Бронштейна), А. Л. Парвуса (Гельфанда) и ещё около 50 человек.
В 1905 году, после отставки С. С. Манухина с поста министра юстиции, С. Ю. Витте искал «крепкого профессионала» на его место. Н. В. Самофалов, профессор уголовного права, порекомендовал премьеру Акимова, Иванова и Щербачева. После представления М. Г. Акимова императору он был назначен на пост министра юстиции с 16 декабря, где пробыл до 23 апреля 1906 года; с 24 апреля он — член Государственного совета с оставлением в звании сенатора.
Уклонился от предложения Николая II о назначении на пост председателя Совета министров. Член Государственного совета (с 25.4.1906), а затем его председатель (1907—1914). 13 апреля 1908 года пожалован в статс-секретари к Е. И. В..
6 мая 1907 года произведён в действительные тайные советники.
Похоронен в селе Трескино Сердобского уезда Саратовской губернии, ныне — Колышлейского района Пензенской области.

## Семья

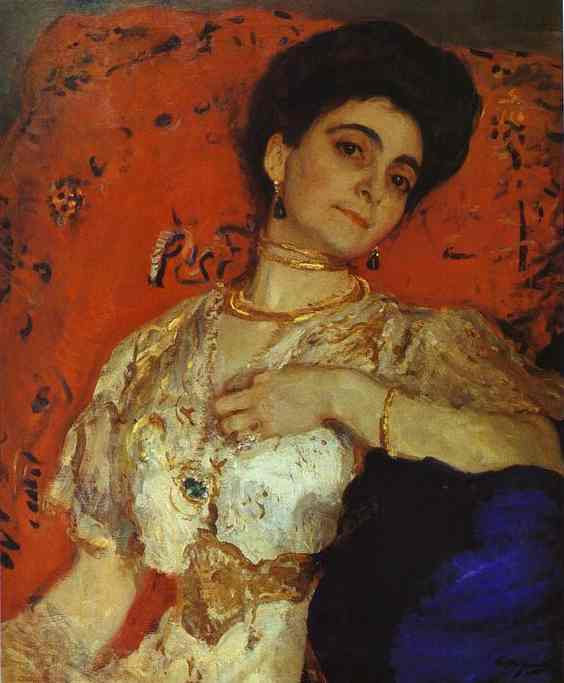
Портрет жены Марии Николаевны Акимовой

- Дед — Алексей Васильевич Акимов (1780/1782—после 1839) — майор, участник Отечественной войны 1812 года.
- Отец — Акимов Григорий Алексеевич (1812—1884) в 1864—1866 годах — Сердобский уездный предводитель дворянства.
- Мать — Надежда Никаноровна Акимова (в девичестве Топорнина) (1821—1896) из потомственных дворян Симбирской губернии.
- Один из братьев — Алексей (1846—?), являлся Николаевским уездным предводителем дворянства.
- Сестра — Екатерина Григорьевна (1852—1927), была замужем за Петром Николаевичем Дурново.
- Жена — Мария Николаевна (в девичестве Делянова; 1855 — после 1944) дочь тайного советника Н. Д. Делянова[2], фрейлина Двора Её Императорского Величества.
  - Дочь — Надежда (род. февраль 1879), замужем за Николаем Сергеевичем Ченыкаевым;
  - Дочь — Елена (род. 1880), замужем за Петром Николаевичем Лосёвым;
  - Сын — Николай (род. 1883), на 1914 год — титулярный советник, чиновник госканцелярии;
  - Дочь — София (род. 1887), фрейлина;
  - Дочь — Ольга (род. 1892);
  - Дочь — Татьяна (род. 1898)

Приходился свояком Александру Григорьевичу Булыгину.

## Награды
- Орден Святого Станислава 3-й степени (31.12.1876)
- Орден Святого Владимира 4-й степени (01.01.1880)
- Орден Святого Владимира 3-й степени (01.01.1883)
- Орден Святого Станислава 1-й степени (01.01.1890)
- Орден Святой Анны 1-й степени (01.01.1892)
- Орден Святого Владимира 2-й степени (14.05.1896)
- Орден Белого орла (01.01.1906)[1]
- Орден Святого Александра Невского (01.01.1910)[1]
- Бриллиантовые знаки к ордену Святого Александра Невского (01.01.1913)
- Знак отличия беспорочной службы за XL лет (22.08.1912)

## Из воспоминаний современников
- Таганцев Н. С.: «… как юрист малосведущ, но зато убеждённый правый…»
- Толстой И. И.: «… он недурно знал судебную практику… Человек он был, несомненно, безупречной честности, ставивший высоко звание судьи, но убеждений был… весьма отсталых, ультраконсервативных».
- Джунковский В. Ф.: «Это был очень умный, знающий дело юстиции, высоко порядочный человек, державшийся правых взглядов, но умевший считаться и со временем».
- Наумов А. Н.: «Не заблуждался Акимов и относительно Николая II: „Государь наш — это олицетворение полнейшей неопределённости. Совершенно не знаешь и не угадаешь, что будет завтра!“»
- Щегловитов И. Г.: «Трудоспособность его была поразительна. На неустанной работе его нисколько не отражалась постоянная опасность, угрожавшая ему со стороны революционеров, которые однажды с бомбами, под видом извозчиков, поджидали у его подъезда его выхода. Судьба спасла его от злоумышленников».